# 高橋新吉
高橋 新吉（たかはし しんきち、1901年(明治34年)1月28日 - 1987年（昭和62年）6月5日）は、日本のダダイスト詩人。
愛媛県伊方町出身。母親を少年時代に亡くす。八幡浜商業学校（現・愛媛県立八幡浜高等学校）を中退し、以後、放浪がちの生涯を送った。1920年（大正9年）「萬朝報」の懸賞短編小説に『焔をかゝぐ』で入選、小説家としてデビュー。その後詩作に転ずる。1922年12月、「今から俺はダダを全世界に宣伝するのだ」と言ってタクシーの運転手をステッキで殴る事件（発狂事件）を起こして逮捕される。
1923年（大正12年）、詩集「ダダイスト新吉の詩」は「DADAは一切を断言し否定する」で始まり、「皿」は、食堂の皿洗いをしていた時の心境を「皿皿皿皿皿皿皿皿皿皿皿皿皿皿皿皿皿皿皿皿皿皿皿皿/倦怠」と表現した（本来縦書きで、皿が積み重なるさまを示している）。
1928年（昭和3年）、郷里で禅僧の話を聞いてから禅に傾倒し、禅－超越－形而上学の詩という特異な世界を作る。
若い頃の性急なダダから、次第に、仏教・禅に興味を向け、独自の詩的境地を開いて「ダダの新吉」と呼ばれた。
新吉の詩の中で知られているものは、『るす』などがある。詩の中で、5億年とは、弥勒菩薩が地上に現れるまでの期間をさす。仏教に心酔した新吉が、ダダの形式にこだわらない方法を使って表現した名詩であろう。
戦後、1951年（昭和26年）には結婚して子供もでき、生活も安定し、「超越の詩人」となる。禅の研究も進め、1971年（昭和46年）に禅に関する詩が英訳され、「禅ポエムの詩人」として欧米でも高い評価を受けた。
1983年（昭和58年）に前立腺癌を発病してから入退院を繰り返し、1987年（昭和62年）に86歳で死去。

## 著作
- ダダイスト新吉の詩 中央美術社, 1923
- 祇園祭り 抒情小曲集 紅玉堂書店, 1926
- 高橋新吉新詩集 南宋書院, 1928
- 戯言集 読書新聞社, 1934
- 狂人 長篇小説 学而書院, 1936
- 新吉詩抄 版画荘, 1936
- 発狂 短篇小説集 学而書院, 1936
- 愚行集 山雅房, 1941
- 神社参拝 明治美術研究所, 1942
- 霧島 邦画社, 1942
- 大和島根 擁書閣赤門書房, 1943
- 高橋新吉の詩集 日本未来派発行所, 1949
- 高橋新吉詩集 創元社, 1952
- 胴体 緑地社, 1956
- 虚無 法藏館, 1957
- 参禅随筆 宝文館, 1958
- すずめ 美術論集 第1-9 竹葉屋書店, 1961-68
- 猩猩 帖面舎, 1961
- 潮の女 小説集 竹葉屋書店, 1961
- 道元禅師の生涯 宝文館, 1963
- ダガバジジンギヂ物語 思潮社, 1965
- 雀 竹葉屋書店, 1966
- 道元 その思想と行実 宝文館出版, 1969
- 詩と禅 宝文館出版, 1969
- 臨済録 宝文館出版, 1970
- 禅と文学 宝文館出版, 1970
- ダダと禅 宝文館出版, 1971
- 高橋新吉詩集 弥生書房, 1972 (世界の詩)
- 定本高橋新吉全詩集 立風書房, 1972
- 高橋新吉の禅の詩とエッセー 講談社, 1973
- 禅の伝燈 宝文館出版, 1977
- 禅に遊ぶ 立風書房, 1977
- 禅と美学 宝文館出版, 1979
- 禅に参ず 立風書房, 1980
- 空洞 立風書房, 1981
- 高橋新吉全集 1-4 青土社, 1982
- 女釣り 強盗亀のこと 集英社, 1982
- 旅ごろも 禅と詩 国鉄厚生事業協会, 1982
- 禅に習う 立風書房, 1983
- 海原 青土社, 1984

## 受賞歴
- 1973年－芸術選奨文部大臣賞（『定本高橋新吉詩集』）
- 1982年－第15回日本詩人クラブ賞（『空洞』）
- 1984年－愛媛新聞文化賞
- 1985年－藤村記念歴程賞（『高橋新吉全集』）
- 1986年－愛媛県教育文化賞